# 瑙亚塔明耶
瑙亚塔明耶（發音：[nɔ̀jətʰà mɪ́ɴ jɛ́]），舊譯那羅多彌夷，或稱阿奴律陀二世，他是緬甸實皆王國君主，1349年在位約7個月。瑙亚塔明耶是實皆開國君主蘇雲的兒子。
1327年蘇雲崩逝時，那羅多彌夷才出生3個月。1336年瑞當代政變奪權，瑙亚塔明耶的母后紹南與首相南達巴堅合謀將瑙亚塔明耶等蘇雲子嗣藏至彬牙王國的敏東，以躲避瑞當代迫害。
1339年，瑞當代率軍將修雲子嗣帶回實皆。不久，瑞當代與德勒帕耶基雙雙死於政變之中。首相南達巴堅扶持瑙亚塔明耶的兄長加苏瓦登上王位。加苏瓦統治實皆王國九年多，由首相南達巴堅掌理國政。
1349年，加苏瓦崩逝，瑙亚塔明耶繼位，以阿奴律陀之名登基為王。他曾得到一頭白象，所以也有辛標信（ဆင်ဖြူရှင်）的稱號，意為「白象王」。瑙亚塔明耶的統治只持續了7個月的時間，崩逝於1349年11月。瑙亚塔明耶沒有子嗣，故由王弟德勒帕耶艾繼位。瑙亚塔明耶曾庇護彬牙國王覺蘇瓦之弟賓里總督那臘都。